# P-симетрія
P-симетрія — симетрія рівнянь руху відносно зміни знаків координат усіх частинок. Відносно цієї операції симетричні електромагнітна, сильна і, відповідно до загальної теорії відносності, гравітаційна взаємодії. Слабка взаємодія несиметрична (див. дослід Ву). Цій операції відповідає один із видів парності — фізична величина просторова парність (P-парність).
| Симетрія у фізиці            | Симетрія у фізиці                 | Симетрія у фізиці            |
| Перетворення                 | Відповідна інваріантність         | Відповідний закон збереження |
| ---------------------------- | --------------------------------- | ---------------------------- |
| ⭥Трансляції часу             | Однорідність часу                 | …енергії                     |
| ⊠ C, P, CP і T-симетрії      | Ізотропність часу                 | …парності                    |
| ⭤ Трансляції простору        | Однорідність простору             | …імпульсу                    |
| ↺ Обертання простору         | Ізотропність простору             | …моменту імпульсу            |
| ⇆ Група Лоренца (бусти)      | Відносність Лоренц-коваріантність | …руху центра мас             |
| ~ Калібрувальне перетворення | Калібрувальна інваріантність      | …заряду                      |

## Оператор просторового відображення
Оператором просторового відображення у квантовій механіці називають оператор {\displaystyle \Pi }: {\displaystyle \Pi f(x_{1},x_{2},...)=f(-x_{1},-x_{2},...)}. Гамільтоніан {\displaystyle H=\sum _{i=1}^{N}{\frac {p_{i}^{2}}{2m}}+\sum _{i>j}V(|x_{i}-x_{j}|)} у квантовій механіці є парною функцією просторових координат {\displaystyle x_{1},x_{2},...} . З цього виходить що {\displaystyle \Pi (H\psi )=H(\Pi \psi )} або {\displaystyle \left[\Pi ,H\right]=0}. Отже, просторова парність є величиною, що зберігається (інтегралом руху). З визначення оператора просторового відображення {\displaystyle \Pi f(x_{1},x_{2},...)=f(-x_{1},-x_{2},...)} випливає, що {\displaystyle \Pi ^{2}=1}. Таким чином, власні значення оператора просторового відображення можуть бути {\displaystyle +1} і {\displaystyle -1}. Ці власні значення називають Р-парністю стану квантової системи. Оператор просторового відображення антикомутує з координатою {\displaystyle x} та імпульсом {\displaystyle p}: {\displaystyle \Pi p=-p\Pi }, {\displaystyle \Pi x=-x\Pi } та комутує з оператором моменту {\displaystyle L} : {\displaystyle \left[\Pi ,L\right]=0}, де {\displaystyle L=\sum _{i=1}^{N}x_{i}\times p_{i}}. Нехай {\displaystyle Y_{lm}(\theta ,\varphi )} — власна функція операторів {\displaystyle L^{2}} і {\displaystyle L_{z}}, що відповідає власним значенням {\displaystyle l(l+1)} і {\displaystyle m}, тоді {\displaystyle \Pi Y_{lm}(\theta ,\varphi )=Y_{lm}(\pi -\theta ,\varphi +\pi )=(-1)^{l}Y_{lm}(\theta ,\varphi )} 

## Р-парність
Р-парність є фундаментальною фізичною величиною. Справедливий закон збереження P-парності у сильній та електромагнітній взаємодіях. У слабкій взаємодії P-парність не зберігається. У квантовій механіці P-парність описують через властивості комплексної хвильової функції. Стан системи називається парним, якщо хвильова функція не змінюється за зміни знаків координат усіх частинок {\displaystyle \Psi _{p}(-r_{1},...-r_{n})=\Psi _{p}(r_{1},...,r_{n})}, і непарним, якщо функція хвилі змінює знак при зміні знаків координат усіх частинок {\displaystyle \Psi _{np}(-r_{1},...-r_{n})=-\Psi _{np}(r_{1},...,r_{n})}.

## Внутрішня парність
Всі частинки з ненульовою масою спокою мають внутрішню P-парність. Вона дорівнює або 1 (парні частинки), або −1 (непарні частинки). Частинки зі спіном 0 та внутрішньою парністю 1 називають скалярними, а зі внутрішньою парністю −1 — псевдоскалярними. Частинки зі спіном 1 і внутрішньою парністю 1 називають псевдовекторними, зі внутрішньою парністю −1 — векторними.
Стан системи {\displaystyle n} частинок називають парним, якщо {\displaystyle \Pi _{1}...\Pi _{n}\Psi _{p}(-r_{1},...-r_{n})=\Psi _{p}(r_{1},...,r_{n})} і непарним, якщо {\displaystyle \Pi _{1}...\Pi _{n}\Psi _{np}(-r_{1},...-r_{n})=-\Psi _{np}(r_{1},...,r_{n})}, де {\displaystyle \Pi _{1}...\Pi _{n}} — внутрішні парності частинок.